# Список астероїдів (187301—187400)
| Назва               | Тимчасове позначення | Дата відкриття   | Місце відкриття             | Відкривач                 |
| ------------------- | -------------------- | ---------------- | --------------------------- | ------------------------- |
| (187301) 2005 TU180 | 2005 TU180           | 1 жовтня 2005    | Обсерваторія Маунт-Леммон   | Обсерваторія Маунт-Леммон |
| (187302) 2005 TP191 | 2005 TP191           | 1 жовтня 2005    | Каталінський огляд          | Каталінський огляд        |
| (187303) 2005 TQ193 | 2005 TQ193           | 1 жовтня 2005    | Обсерваторія Маунт-Леммон   | Обсерваторія Маунт-Леммон |
| (187304) 2005 UV    | 2005 UV              | 23 жовтня 2005   | Обсерваторія Столова Гора   | Дж. Янґ                   |
| (187305) 2005 UO2   | 2005 UO2             | 23 жовтня 2005   | Обсерваторія Фарпойнт       | Обсерваторія Фарпойнт     |
| (187306) 2005 UG4   | 2005 UG4             | 25 жовтня 2005   | Обсерваторія Ґудрайк-Піґотт | Рой Такер                 |
| (187307) 2005 UM9   | 2005 UM9             | 21 жовтня 2005   | Паломарська обсерваторія    | NEAT                      |
| (187308) 2005 UV12  | 2005 UV12            | 21 жовтня 2005   | Паломарська обсерваторія    | NEAT                      |
| (187309) 2005 UW15  | 2005 UW15            | 22 жовтня 2005   | Обсерваторія Кітт-Пік       | Spacewatch                |
| (187310) 2005 UK19  | 2005 UK19            | 22 жовтня 2005   | Каталінський огляд          | Каталінський огляд        |
| (187311) 2005 UR26  | 2005 UR26            | 23 жовтня 2005   | Каталінський огляд          | Каталінський огляд        |
| (187312) 2005 UZ27  | 2005 UZ27            | 23 жовтня 2005   | Обсерваторія Кітт-Пік       | Spacewatch                |
| (187313) 2005 UH35  | 2005 UH35            | 24 жовтня 2005   | Обсерваторія Кітт-Пік       | Spacewatch                |
| (187314) 2005 UY37  | 2005 UY37            | 24 жовтня 2005   | Обсерваторія Кітт-Пік       | Spacewatch                |
| (187315) 2005 UZ37  | 2005 UZ37            | 24 жовтня 2005   | Обсерваторія Кітт-Пік       | Spacewatch                |
| (187316) 2005 UG40  | 2005 UG40            | 24 жовтня 2005   | Обсерваторія Кітт-Пік       | Spacewatch                |
| (187317) 2005 UP40  | 2005 UP40            | 24 жовтня 2005   | Обсерваторія Кітт-Пік       | Spacewatch                |
| (187318) 2005 UJ41  | 2005 UJ41            | 24 жовтня 2005   | Обсерваторія Кітт-Пік       | Spacewatch                |
| (187319) 2005 US43  | 2005 US43            | 22 жовтня 2005   | Обсерваторія Кітт-Пік       | Spacewatch                |
| (187320) 2005 UC49  | 2005 UC49            | 23 жовтня 2005   | Каталінський огляд          | Каталінський огляд        |
| (187321) 2005 UK55  | 2005 UK55            | 23 жовтня 2005   | Каталінський огляд          | Каталінський огляд        |
| (187322) 2005 UT57  | 2005 UT57            | 24 жовтня 2005   | Обсерваторія Кітт-Пік       | Spacewatch                |
| (187323) 2005 UY59  | 2005 UY59            | 25 жовтня 2005   | Станція Андерсон-Меса       | LONEOS                    |
| (187324) 2005 UH68  | 2005 UH68            | 22 жовтня 2005   | Паломарська обсерваторія    | NEAT                      |
| (187325) 2005 UL73  | 2005 UL73            | 23 жовтня 2005   | Паломарська обсерваторія    | NEAT                      |
| (187326) 2005 UH78  | 2005 UH78            | 25 жовтня 2005   | Обсерваторія Маунт-Леммон   | Обсерваторія Маунт-Леммон |
| (187327) 2005 UX78  | 2005 UX78            | 25 жовтня 2005   | Каталінський огляд          | Каталінський огляд        |
| (187328) 2005 UA80  | 2005 UA80            | 25 жовтня 2005   | Обсерваторія Кітт-Пік       | Spacewatch                |
| (187329) 2005 UK80  | 2005 UK80            | 25 жовтня 2005   | Обсерваторія Кітт-Пік       | Spacewatch                |
| (187330) 2005 UN84  | 2005 UN84            | 22 жовтня 2005   | Обсерваторія Кітт-Пік       | Spacewatch                |
| (187331) 2005 UR85  | 2005 UR85            | 22 жовтня 2005   | Обсерваторія Кітт-Пік       | Spacewatch                |
| (187332) 2005 UR87  | 2005 UR87            | 22 жовтня 2005   | Обсерваторія Кітт-Пік       | Spacewatch                |
| (187333) 2005 UQ96  | 2005 UQ96            | 22 жовтня 2005   | Обсерваторія Кітт-Пік       | Spacewatch                |
| (187334) 2005 UO100 | 2005 UO100           | 22 жовтня 2005   | Обсерваторія Кітт-Пік       | Spacewatch                |
| (187335) 2005 UO104 | 2005 UO104           | 22 жовтня 2005   | Обсерваторія Кітт-Пік       | Spacewatch                |
| (187336) 2005 UP107 | 2005 UP107           | 22 жовтня 2005   | Паломарська обсерваторія    | NEAT                      |
| (187337) 2005 UW108 | 2005 UW108           | 22 жовтня 2005   | Каталінський огляд          | Каталінський огляд        |
| (187338) 2005 UY116 | 2005 UY116           | 23 жовтня 2005   | Каталінський огляд          | Каталінський огляд        |
| (187339) 2005 UR127 | 2005 UR127           | 24 жовтня 2005   | Обсерваторія Кітт-Пік       | Spacewatch                |
| (187340) 2005 UV131 | 2005 UV131           | 24 жовтня 2005   | Паломарська обсерваторія    | NEAT                      |
| (187341) 2005 UT141 | 2005 UT141           | 25 жовтня 2005   | Каталінський огляд          | Каталінський огляд        |
| (187342) 2005 UH142 | 2005 UH142           | 25 жовтня 2005   | Каталінський огляд          | Каталінський огляд        |
| (187343) 2005 UL158 | 2005 UL158           | 28 жовтня 2005   | Обсерваторія Ґудрайк-Піґотт | Рой Такер                 |
| (187344) 2005 UW159 | 2005 UW159           | 22 жовтня 2005   | Каталінський огляд          | Каталінський огляд        |
| (187345) 2005 UY159 | 2005 UY159           | 22 жовтня 2005   | Каталінський огляд          | Каталінський огляд        |
| (187346) 2005 UB180 | 2005 UB180           | 24 жовтня 2005   | Обсерваторія Кітт-Пік       | Spacewatch                |
| (187347) 2005 UJ188 | 2005 UJ188           | 27 жовтня 2005   | Обсерваторія Маунт-Леммон   | Обсерваторія Маунт-Леммон |
| (187348) 2005 UH195 | 2005 UH195           | 22 жовтня 2005   | Обсерваторія Кітт-Пік       | Spacewatch                |
| (187349) 2005 UT200 | 2005 UT200           | 25 жовтня 2005   | Обсерваторія Кітт-Пік       | Spacewatch                |
| (187350) 2005 UM201 | 2005 UM201           | 25 жовтня 2005   | Обсерваторія Кітт-Пік       | Spacewatch                |
| (187351) 2005 UK213 | 2005 UK213           | 21 жовтня 2005   | Паломарська обсерваторія    | NEAT                      |
| (187352) 2005 UH214 | 2005 UH214           | 24 жовтня 2005   | Паломарська обсерваторія    | NEAT                      |
| (187353) 2005 UW215 | 2005 UW215           | 25 жовтня 2005   | Обсерваторія Кітт-Пік       | Spacewatch                |
| (187354) 2005 UM229 | 2005 UM229           | 25 жовтня 2005   | Обсерваторія Кітт-Пік       | Spacewatch                |
| (187355) 2005 US229 | 2005 US229           | 25 жовтня 2005   | Обсерваторія Кітт-Пік       | Spacewatch                |
| (187356) 2005 UW237 | 2005 UW237           | 25 жовтня 2005   | Обсерваторія Кітт-Пік       | Spacewatch                |
| (187357) 2005 UW238 | 2005 UW238           | 25 жовтня 2005   | Обсерваторія Кітт-Пік       | Spacewatch                |
| (187358) 2005 UZ250 | 2005 UZ250           | 23 жовтня 2005   | Каталінський огляд          | Каталінський огляд        |
| (187359) 2005 UZ251 | 2005 UZ251           | 25 жовтня 2005   | Обсерваторія Кітт-Пік       | Spacewatch                |
| (187360) 2005 UW258 | 2005 UW258           | 25 жовтня 2005   | Обсерваторія Кітт-Пік       | Spacewatch                |
| (187361) 2005 UP259 | 2005 UP259           | 25 жовтня 2005   | Обсерваторія Кітт-Пік       | Spacewatch                |
| (187362) 2005 UH262 | 2005 UH262           | 26 жовтня 2005   | Обсерваторія Кітт-Пік       | Spacewatch                |
| (187363) 2005 UK262 | 2005 UK262           | 26 жовтня 2005   | Обсерваторія Кітт-Пік       | Spacewatch                |
| (187364) 2005 UR266 | 2005 UR266           | 27 жовтня 2005   | Обсерваторія Кітт-Пік       | Spacewatch                |
| (187365) 2005 UO272 | 2005 UO272           | 28 жовтня 2005   | Обсерваторія Кітт-Пік       | Spacewatch                |
| (187366) 2005 UK273 | 2005 UK273           | 28 жовтня 2005   | Обсерваторія Маунт-Леммон   | Обсерваторія Маунт-Леммон |
| (187367) 2005 UB278 | 2005 UB278           | 24 жовтня 2005   | Обсерваторія Кітт-Пік       | Spacewatch                |
| (187368) 2005 UE278 | 2005 UE278           | 24 жовтня 2005   | Обсерваторія Кітт-Пік       | Spacewatch                |
| (187369) 2005 UT281 | 2005 UT281           | 25 жовтня 2005   | Каталінський огляд          | Каталінський огляд        |
| (187370) 2005 UU308 | 2005 UU308           | 28 жовтня 2005   | Каталінський огляд          | Каталінський огляд        |
| (187371) 2005 UO318 | 2005 UO318           | 27 жовтня 2005   | Обсерваторія Кітт-Пік       | Spacewatch                |
| (187372) 2005 UT319 | 2005 UT319           | 27 жовтня 2005   | Обсерваторія Кітт-Пік       | Spacewatch                |
| (187373) 2005 UC330 | 2005 UC330           | 28 жовтня 2005   | Обсерваторія Кітт-Пік       | Spacewatch                |
| (187374) 2005 UN335 | 2005 UN335           | 30 жовтня 2005   | Паломарська обсерваторія    | NEAT                      |
| (187375) 2005 UQ352 | 2005 UQ352           | 29 жовтня 2005   | Каталінський огляд          | Каталінський огляд        |
| (187376) 2005 US359 | 2005 US359           | 25 жовтня 2005   | Обсерваторія Маунт-Леммон   | Обсерваторія Маунт-Леммон |
| (187377) 2005 UC361 | 2005 UC361           | 27 жовтня 2005   | Обсерваторія Кітт-Пік       | Spacewatch                |
| (187378) 2005 UJ361 | 2005 UJ361           | 27 жовтня 2005   | Обсерваторія Кітт-Пік       | Spacewatch                |
| (187379) 2005 UB368 | 2005 UB368           | 27 жовтня 2005   | Обсерваторія Кітт-Пік       | Spacewatch                |
| (187380) 2005 UQ386 | 2005 UQ386           | 30 жовтня 2005   | Каталінський огляд          | Каталінський огляд        |
| (187381) 2005 UZ395 | 2005 UZ395           | 30 жовтня 2005   | Обсерваторія Маунт-Леммон   | Обсерваторія Маунт-Леммон |
| (187382) 2005 UT401 | 2005 UT401           | 27 жовтня 2005   | Обсерваторія Кітт-Пік       | Spacewatch                |
| (187383) 2005 UF404 | 2005 UF404           | 29 жовтня 2005   | Обсерваторія Маунт-Леммон   | Обсерваторія Маунт-Леммон |
| (187384) 2005 UN407 | 2005 UN407           | 30 жовтня 2005   | Обсерваторія Маунт-Леммон   | Обсерваторія Маунт-Леммон |
| (187385) 2005 UJ412 | 2005 UJ412           | 31 жовтня 2005   | Обсерваторія Маунт-Леммон   | Обсерваторія Маунт-Леммон |
| (187386) 2005 UD455 | 2005 UD455           | 28 жовтня 2005   | Обсерваторія Кітт-Пік       | Spacewatch                |
| (187387) 2005 UW456 | 2005 UW456           | 30 жовтня 2005   | Обсерваторія Кітт-Пік       | Spacewatch                |
| (187388) 2005 UM461 | 2005 UM461           | 28 жовтня 2005   | Обсерваторія Маунт-Леммон   | Обсерваторія Маунт-Леммон |
| (187389) 2005 UF472 | 2005 UF472           | 30 жовтня 2005   | Обсерваторія Кітт-Пік       | Spacewatch                |
| (187390) 2005 UB483 | 2005 UB483           | 22 жовтня 2005   | Каталінський огляд          | Каталінський огляд        |
| (187391) 2005 UF485 | 2005 UF485           | 22 жовтня 2005   | Каталінський огляд          | Каталінський огляд        |
| (187392) 2005 UA492 | 2005 UA492           | 24 жовтня 2005   | Паломарська обсерваторія    | NEAT                      |
| (187393) 2005 UL494 | 2005 UL494           | 25 жовтня 2005   | Каталінський огляд          | Каталінський огляд        |
| (187394) 2005 UG501 | 2005 UG501           | 27 жовтня 2005   | Каталінський огляд          | Каталінський огляд        |
| (187395) 2005 UG511 | 2005 UG511           | 27 жовтня 2005   | Станція Андерсон-Меса       | LONEOS                    |
| (187396) 2005 UU516 | 2005 UU516           | 25 жовтня 2005   | Обсерваторія Апачі-Пойнт    | Ендрю Бекер               |
| (187397) 2005 UR522 | 2005 UR522           | 27 жовтня 2005   | Обсерваторія Апачі-Пойнт    | Ендрю Бекер               |
| (187398) 2005 VN10  | 2005 VN10            | 2 листопада 2005 | Обсерваторія Маунт-Леммон   | Обсерваторія Маунт-Леммон |
| (187399) 2005 VB31  | 2005 VB31            | 4 листопада 2005 | Обсерваторія Кітт-Пік       | Spacewatch                |
| (187400) 2005 VA34  | 2005 VA34            | 2 листопада 2005 | Обсерваторія Маунт-Леммон   | Обсерваторія Маунт-Леммон |